# アースフレンズ東京Z
アースフレンズ東京Z（アースフレンズとうきょうゼット、英: Earthfriends Tokyo Z）は、東京都をホームタウンとするプロバスケットボールチーム。運営法人は株式会社GWC。2014年に創設され、現在はB3リーグに所属している。

## 概要
運営会社は「株式会社GWC」。2009年よりバスケットスクールやクラブチームの運営をしていた「アースフレンズ」が、2013-14シーズンまでNBDLに所属していた黒田電気ブリット・スピリッツより会員資格譲渡を受け、2014-15シーズンよりプロチームを設立してNBDLに参入。2016-17シーズンからB.LEAGUEに参入。
チーム名は、バスケットボールを通じてグローバルなコミュニティを作りたいという理念を表した『アースフレンズ』と、これにいままでなかった進化型、究極のプロチームという意味をこめた『Z』をつけて『アースフレンズ東京Z』としている。チームロゴは地球をバスケットボールに見立てて表現。チームカラーは   ゼットネイビー。
チームスタート時のホームタウンは東京都の城南エリア（大田区・品川区を中心）で、チーム規模を拡大するとともに東京全域に広げる予定である。ホームゲームで活動している専属チアリーダーチームは『Zgirls』と『Zgirls next』。

### ユニフォームスポンサー（2024-25シーズン）
- サプライヤー：MUNTER（ボルトン）
- 前面：東京冷機工業（中央）
- 背面：巴商会（選手名下部）
- パンツ：リノ・ハピア（左後ろ）

#### 歴代ユニフォーム
| HOME      | HOME      | HOME      | HOME      | HOME      |
| --------- | --------- | --------- | --------- | --------- |
| 2017 - 18 | 2018 - 19 | 2019 - 20 | 2020 - 21 | 2021 - 22 |
| 2022 - 23 | 2023 - 24 | 2024 - 25 | 2025 - 26 |           |
|           |           |           |           |           |

| AWAY      | AWAY      | AWAY      | AWAY      | AWAY      |
| --------- | --------- | --------- | --------- | --------- |
| 2017 - 18 | 2018 - 19 | 2019 - 20 | 2020 - 21 | 2021 - 22 |
| 2022 - 23 | 2023 - 24 | 2024 - 25 | 2025 - 26 |           |
|           |           |           |           |           |

| Other         | Other                       | Other                  | Other                       | Other                   |
| ------------- | --------------------------- | ---------------------- | --------------------------- | ----------------------- |
| 2020 - 21 3rd | 2021 - 22 アスフレ フェスタ | 2022 - 23 TEAM-Zまつり | 2022 - 23 アスフレ フェスタ | 2022 - 23 10TH MEMORIAL |
|               |                             |                        |                             |                         |

### 開催アリーナ

#### B.LEAGUE
| シーズン | リーグ | 全体の ホームゲーム数 | 大田区 | その他の会場                                      | ポストシーズン |
| 2016-17  | B2     | 30                    | 26     | 片柳：2 世田谷：2                                 |                |
| 2017-18  | B2     | 30                    | 24     | 片柳：1 世田谷：5                                 |                |
| 2018-19  | B2     | 30                    | 23     | 片柳：2 世田谷：1 大森：4                         |                |
| 2019-20  | B2     | 23                    | 17     | 片柳：4 世田谷：2                                 |                |
| 2020-21  | B2     | 30                    | 24     | 世田谷：4 大森：2                                 |                |
| 2021-22  | B2     | 28                    | 22     | 片柳：2 大森：4                                   |                |
| 2022-23  | B2     | 30                    | 26     | 世田谷：2 立川：2                                 |                |
| 2023-24  | B3     | 24                    | 16     | 大森：6 世田谷：2                                 |                |
| 2024-25  | B3     | 26                    | 14     | 世田谷：2 工学院：2 江戸川：2 浦和駒場：4 秦野：2 |                |

会場凡例
- 大田区 - 大田区総合体育館
- 片柳／工学院 - 日本工学院アリーナ(2024年3月まで片柳アリーナ)
- 世田谷 - 世田谷区立総合運動場体育館
- 大森 - 大森スポーツセンター
- 立川 - アリーナ立川立飛
- 江戸川 - 江戸川区スポーツセンター
- 浦和駒場 - 浦和駒場体育館
- 秦野 - 秦野市総合体育館（メタックス体育館はだの）

## 歴史
2009年、平山譲のノンフィクション小説、ファイブを読んだことをきっかけにバスケットボールファンとなった山野勝行（現株式会社GWC代表取締役）が自らバスケットボールチームを運営することを決意。社会人初心者向けバスケットボールスクールのアースフレンズを設立し、バスケファンの獲得活動を開始した。
2013年8月、観戦ツアーやイベントの開催などで交流のあった黒田電気よりNBDLの会員資格を譲渡され、2014-15シーズンからのNBDL参入が決定。2014年1月にファンよりチーム名を募集し、「アースフレンズ東京Z」に決定した。2月22日・23日には、黒田電気のホームゲーム運営にアースフレンズが参加している。
2014年6月、初代ヘッドコーチ（HC）に元日立HCの小野秀二が就任。選手は、前日立の渡邉拓馬、高山師門、泉秀岳などを獲得し、参入初年度の開幕を迎えた。

### B.LEAGUE

#### 2016-17シーズン（B2 中地区）
2016-17シーズンからバスケットの国内トップリーグが統合されてB.LEAGUEが発足し、東京ZはB2リーグの中地区所属となった。HCは引き続き小野秀二が務める。中村友也、中川和之、増子匠らが新加入。シーズン途中に柏倉哲平が特別指定選手として加入。9月25日、アウェイでの開幕2戦目で東京EXに74-72でB2リーグ初勝利。4月に5連勝を記録。順位は中地区6チーム中3位。

#### 2017-18シーズン（B2 中地区）
前アシスタントコーチ（AC）の斎藤卓が2代目HCに就任。柏倉哲平と正式契約。西山達哉、河相智志、ルーク・エヴァンスらが新加入。開幕からリーグ中位に位置していたが、シーズン終盤に失速し、中地区6チーム中最下位（リーグ18チーム中15位）となる。

#### 2018-19シーズン（B2 中地区）
古田悟がHCに就任。序盤に6連勝を記録したが、中地区6チーム中4位（リーグ全体11位）。

#### 2019-20シーズン（B2 中地区）
前アソシエイトコーチの東頭俊典がHCに就任。3月に新型コロナウイルス感染症拡大の影響でシーズン打ち切りとなる。2シーズンぶりに中地区6チーム中最下位（リーグ全体16位）となった。

#### 2020-21シーズン（B2 東地区）
東頭体制の2シーズン目。コロナ禍の影響で今シーズンより東西2地区制となり、東京Zは東地区所属となった。岡田優介、綿貫瞬らが加入。2021年1月から5月までトーマス・ウィスマンがチームコンサルタントを務めた。東地区8チーム中7位（リーグ16チーム中15位）となる。

#### 2021-22シーズン（B2 東地区）
スペイン人のウーゴ・ロペスが新HCに就任。ルイス・ロメロ・ホアン・ホセがACを務める。選手は山ノ内勇登ウィリアムズ、マーク・バートン、ホアンゴメス・デ・リアノ、ジョシュア・クロフォードらが新加入。
開幕から成績は上向かず6勝32敗東地区6位、全体13位という状況の2022年3月4日付けでウーゴ・ロペスHCの解任と、2月まで三遠ネオフェニックスでHCを務めていたブラニスラフ・ヴィチェンティッチHCの就任を発表した。

#### 2022-23シーズン（B2 東地区）
ゼネラルマネージャー（GM）が新設され、衛藤晃平が就任。新HCに前熊本ACの橋爪純が就任した。選手は城宝匡史、鹿野洵生、木村啓太郎らが新加入。2022年11月に橋爪HCの契約を解除、以後衛藤GMがHC代行としてチームを指揮した。チームは東地区7チーム中7位、総合でリーグ14チーム中14位に終わり、翌季のB3降格が決定した。

#### 2023-24シーズン（B3）
衛藤がHC専任としてチーム指揮を続け、B3リーグに参戦。10位に終わった。

#### 2024-25シーズン（B3）
京都ハンナリーズのアシスタントコーチだったアンソニー・ケントがヘッドコーチに就任した。
開幕前に2023年度の決算で債務超過が解消できない見込みで当該年度決算において債務超過を解消するのは困難であると判断したため、2024-25シーズンB2クラブライセンスを取り消した。このため、B3プレーオフに進出してもB2への昇格ができなくなった。
レギュラーシーズンを7位でプレーオフに進出。
プレーオフに入ると、QUARTERFINALはレギュラーシーズン2位の東京ユナイテッドBCに対戦成績2勝1敗でSEMIFINALに進出。SEMIFINALではレギュラーシーズン6位の新潟アルビレックスBBに対戦成績2勝1敗でFINAL進出を果たした。
FINALは横浜エクセレンスに対戦成績2敗となり、惜しくも準優勝に終わった。
。

## 成績

### 過去のリーグ戦

#### NBDL
- ゲーム差は1位とのゲーム差、()内はプレーオフ進出圏とのゲーム差。

| 年度    | レギュラーシーズン | レギュラーシーズン | レギュラーシーズン | レギュラーシーズン | レギュラーシーズン | レギュラーシーズン | レギュラーシーズン | レギュラーシーズン | 最終結果 | HC       | 備考                         |
| 年度    | 勝                 | 敗                 | 勝率               | ゲーム差           | 得点               | 失点               | 得失点差           | 順位               | 最終結果 | HC       | 備考                         |
| ------- | ------------------ | ------------------ | ------------------ | ------------------ | ------------------ | ------------------ | ------------------ | ------------------ | -------- | -------- | ---------------------------- |
| 2014-15 | 25                 | 7                  | .781               | 5.0                | 73.8               | 70.2               | +3.6               | 3位                | 4位      | 小野秀二 | プレーオフセミファイナル進出 |
| 2015-16 | 22                 | 14                 | .611               | 10.0(1.0)          | 78.6               | 71.3               | +7.3               | 5位                | 5位      | 小野秀二 |                              |

## 選手とスタッフ

### 現行ロースター
| 記号説明 |                           |  |                           |
|          | チームキャプテン          |  | (C) オフコートキャプテン  |
|          | 故障者                    |  | (+) シーズン途中契約      |
|          | (S) 出場停止              |  | (帰) 帰化選手             |
|          | (ア) アジア特別枠選手     |  | (申) 帰化申請中選手（B3） |
|          | (特) 特別指定選手         |  | (留) 留学実績選手（B3）   |
|          | (育) ユース育成特別枠選手 |  | (U) U22枠選手             |

公式サイト
| - ロースター - スタッフ - スタッツ - 故障者リスト | - 選手契約登録規程 B1.B2 / B3 - FA選手リスト |

### 歴代ヘッドコーチ
1. 小野秀二（2014 - 2017）
2. 斎藤卓（2017 - 2018）
3. 古田悟（2018 - 2019）
4. 東頭俊典（2019 - 2021）
5. ウーゴ・ロペス（2021 - 2022.3）
6. ブラニスラフ・ヴィチェンティッチ（2022.3 - 2022）
7. 橋爪純（2022 - 2022.11）
  1. 代行 衛藤晃平（2022.11 - 2023）
8. 衛藤晃平（2023 - 2024）
9. アンソニー・ケント（2024 - ）